# Aero VIP (Portugal)
Aero VIP jest regionalną linią lotniczą, mającą bazę w Portimão, która przewozi ludzi na swoich trasach, świadczy usługi dla prywatnych osób, jak również organizuje skoki spadochronowe.

## Historia grupy 7Air[1]
- – 2000 – Powstaje AERO VIP – firma świadcząca usługi lotnicze, początkowo obejmujące loty widokowe i reklamę lotniczą w Algarve;
- – 2005 – Powstaje Crucial Sky Tecnology – firma do spraw badań i rozwoju, w partnerstwie z University of Beira Interior;
- – 2005 – Powstaje Pilot Wings Aviation Store – sklep na lotnisku Port lotniczy Tires, w Cascais. Firma rozpoczęła swoją działalność na sprzedaży gadżetów dla pilotów, skoczków i entuzjastów, generując w pierwszych latach działalności, znaczny wzrost ze sprzedaży w Internecie;
- – 2006 – Powstaje VIP Clean – przeznaczone do czyszczenia odrzutowców biznesowych i rekreacyjnych jednostek pływających;
- – 2007 – SOFINARE – certyfikat firmy z organizacji projektującej (DOA), dopuszczający do projektu instalacji sprzętu elektronicznego w samolotach.
- – 2008 – rok ten wyznacza okres transformacji w "Grupo Seven Air". Aero VIP uzyskało status regularnej, regionalnej linii lotniczej z nabycia dwóch samolotów – Dornier Do 228, Shorts SD360 i Piper Chieftain, rozpoczynając regularne funkcjonowanie regionalnego połączenia na początku 2009 roku (Lizbona – Bragança). Prowadzi to do stopniowego ujednolicenia procedur i obrazowania działania, co następnie tworzy "Grupo Seven Air";
- – 2009 – Powstaje firma "CENFORTEC" specjalizująca się w naprawach statków powietrznych
- – 2010 – Sprzedaż samolotów stała się częścią grupy, co czyni ją wyłącznym dystrybutorem statków powietrznych włoskiego producenta samolotów do lekkich i ultralekkich samolotów od 1948 roku TECNAM;
- – 2011 – Najmłodszy członek zarządu – João Pedro Leal – dostrzega potrzebę dalszych restrukturyzacji w ramach grupy, w celu zwiększenia samowystarczalności w dziedzinie aeronautyki, zmniejszenia uzależnienia od dostaw zewnętrznych i wewnętrznych;
- – 2012 – Firma zakupiła regionalne trawiaste lotnisko w Azambuja i aktualnie zarządza nim.

## Kierunki lotów regionalnych
Aero VIP oferuje loty w poniższych kierunkach;
- Portugalia – Transport regularny
  - Bragança (Port lotniczy Bragança)
  - Vila Real (Port lotniczy Vila Real)
  - Lizbona (Port lotniczy Lizbona-Portela)
- Portugalia – Transport nieregularny
  - Covilhã (Port lotniczy Covilhã)
  - Coimbra (Port lotniczy Coimbra)
  - Portimão (Port lotniczy Portimão)
- Hiszpania
  - Sewilla (Port lotniczy Sewilla-San Pablo)

Więcej kierunków może być operowanych na potrzebę klienta.

## Zdarzenia i wypadki
W dniu 02 grudnia 2010 Dornier Do 228(rejestracja CS-TGG, lot 854) na regionalnej trasie (Lizbona-Vila Real-Bragança), był na końcowym podejściu do Bragança (LPBG) około 17:20 czasu lokalnego. Nie było śniegu i mgły w tym czasie. Samolot był zbyt nisko i nosem samolotu wyciął linię zasilania. Załodze udało się opanować maszynę i wylądować bezpiecznie.Samolot nie został uszkodzony i nie wystąpiły żadne urazy.Incydent pozbawił 2000 odbiorców energii elektrycznej na dwie godziny.